# Communauté de communes des Hautes Terres de l'Aubrac
La communauté de communes des Hautes Terres de l'Aubrac est une communauté de communes française située dans le département de la Lozère, en région Occitanie.

## Historique
Cette communauté de communes naît de la fusion, le 1er janvier 2017, de la communauté de communes des Hautes Terres, la communauté de communes de l'Aubrac lozérien et la communauté de communes de la Terre de Peyre.
À la même date, la communauté de communes de la Terre de Peyre devient la commune nouvelle de Peyre en Aubrac et les communes de Malbouzon et Prinsuéjols fusionnent pour former la commune nouvelle de Prinsuéjols-Malbouzon.

## Territoire communautaire

### Géographie
Elle est située dans la partie est et lozérienne de l'Aubrac.

### Composition
La communauté de communes est composée des 17 communes suivantes :

| Nom                     | Code Insee | Gentilé        | Superficie (km2) | Population (dernière pop. légale) | Densité (hab./km2) |
| ----------------------- | ---------- | -------------- | ---------------- | --------------------------------- | ------------------ |
| Peyre en Aubrac (siège) | 48009      |                | 153,3            | 2 304 (2022)                      | 15                 |
| Albaret-le-Comtal       | 48001      | Albaretois     | 29,56            | 139 (2022)                        | 4,7                |
| Arzenc-d'Apcher         | 48007      | Arzencois      | 7,88             | 51 (2022)                         | 6,5                |
| Brion                   | 48031      | Brionais       | 22,11            | 86 (2022)                         | 3,9                |
| Chauchailles            | 48044      | Chauchaillois  | 17,4             | 80 (2022)                         | 4,6                |
| La Fage-Montivernoux    | 48058      | Fageais        | 37,77            | 133 (2022)                        | 3,5                |
| Fournels                | 48064      | Fournelais     | 15,76            | 369 (2022)                        | 23                 |
| Grandvals               | 48071      | Grandvaliens   | 12,84            | 59 (2022)                         | 4,6                |
| Marchastel              | 48091      | Marchastélois  | 34,87            | 45 (2022)                         | 1,3                |
| Les Monts-Verts         | 48012      | Vermondois     | 29,13            | 315 (2022)                        | 11                 |
| Nasbinals               | 48104      | Nasbinalais    | 63,34            | 576 (2022)                        | 9,1                |
| Noalhac                 | 48106      | Noalhacois     | 13,51            | 95 (2022)                         | 7                  |
| Prinsuéjols-Malbouzon   | 48087      |                | 57,22            | 250 (2022)                        | 4,4                |
| Recoules-d'Aubrac       | 48123      | Recoulais      | 26,55            | 164 (2022)                        | 6,2                |
| Saint-Juéry             | 48161      | Saint-Juéryens | 1,65             | 54 (2022)                         | 33                 |
| Saint-Laurent-de-Veyrès | 48167      | Veyrésiens     | 9,11             | 34 (2022)                         | 3,7                |
| Termes                  | 48190      | Termois        | 17,65            | 219 (2022)                        | 12                 |

### Démographie
| 1968  | 1975  | 1982  | 1990  | 1999  | 2010  | 2015  | 2021  |
| ----- | ----- | ----- | ----- | ----- | ----- | ----- | ----- |
| 6 681 | 6 148 | 5 704 | 5 156 | 5 080 | 5 313 | 5 149 | 5 018 |

## Administration

### Siège
Le siège de la communauté de communes est situé à Peyre en Aubrac.

### Les élus
À la suite du renouvellement des conseils municipaux, en mars 2020, le conseil communautaire de la communauté de communes des Hautes Terres de l'Aubrac se compose de 35 membres représentant chacune des communes membres et élus pour une durée de six ans.
Ils sont répartis comme suit :
| Nombre de délégués | Communes |
| ------------------ | --- |
| 15                 | Peyre en Aubrac |
| 3                  | Nasbinals |
| 2                  | Fournels, Les Monts-Verts |
| 1                  | Albaret-le-Comtal, Arzenc-d'Apcher, Brion, Chauchailles, La Fage-Montivernoux, Grandvals, Marchastel, Noalhac, Prinsuéjols-Malbouzon, Recoules-d'Aubrac, Saint-Juéry, Saint-Laurent-de-Veyrès, Termes |

### Présidence
| Période | Période                       | Identité     | Étiquette   | Qualité                  |
| ------- | ----------------------------- | ------------ | ----------- | ------------------------ |
| 2017    | En cours (au 23 juillet 2020) | Alain Astruc | LR puis DVD | maire de Peyre en Aubrac |

### Régime fiscal et budget
Le régime fiscal de la communauté de communes est la fiscalité professionnelle unique (FPU).